# KAI T-50 Golden Eagle
KAI T-50 Golden Eagle je rodina nadzvukových jednomotorových proudových cvičných a víceúčelových bojových letounů vyvinutých konsorciem tvořeným jihokorejskou společností Korea Aerospace Industries (KAI) a americkou Lockheed Martin. T-50 je první nadzvukový bojový letoun vyvinutý v Korejské republice a jeden z mála nadzvukových cvičných letounů (viz např. Northrop T-38 Talon). Vývoj letounu byl zahájen na konci 90. let 20. století. První let prototypu proběhl v roce 2002 se zkušebním pilotem pplk. Cho Gwang-Je z továrního letiště KAI v Sachonu. Jihokorejské letectvo letoun zařadilo do služby v roce 2005. Ze základního cvičného letounu T-50 byla následně odvozena akrobatická varianta T-50B, cvičně-bojová varianta pro pokročilý výcvik TA-50 a dále plnohodnotný víceúčelový bojový letoun FA-50 Fighting Eagle. Typ provozují či si jej objednala letectva Korejské republiky, Indonésie, Iráku, Filipín a Thajska.

## Vývoj
Základem celé rodiny je nadzvukový cvičný letoun T-50, který byl vyvinut ve spolupráci KAI a americké společnosti Lockheed Martin. Z něj byla vyvinuta ozbrojená verze TA-50 (LIFT). Indonésie roku 2011 objednala 16 letounů ve verzi T-50I. V roce 2010 byl letoun nabídnut USA jako náhrada za tamní cvičný letoun Northrop T-38 Talon. Americké letectvo má v rámci programu T-X zájem až o 1000 cvičných letounů. Amerikanizovaná verze T-50A byla veřejnosti představena v únoru 2016.
Z ozbrojeného cvičného letounu TA-50 je odvozen lehký víceúčelový bojový letoun FA-50 Fighting Eagle, kterým jihokorejské letectvo nahradí letouny typu F-5E/F Freedom Fighter a A-37 Dragonfly. První prototyp vznikl přestavbou stroje T-50 a byl zalétán v roce 2011. V prosinci 2011 jihokorejské letectvo objednalo prvních 20 strojů FA-50 s termínem dodání v roce 2014. V květnu 2013 byla zadána výroba dalších 40 kusů. Dosažení plné operační způsobilosti jihokorejských FA-50 je plánováno na rok 2016. Prvním exportním úspěchem typu FA-50 byla filipínská objednávka 12 letounů ve verzi T-50PH.

## Konstrukce
Verze FA-50 má oproti T-50 zdokonalenou avioniku a vybavení kokpitu, upravený drak, objemnější palivové nádrže a je schopna nést širší spektrum podvěšené výzbroje. Pod delším radomem v přídi nese nový radar vyvinutý na základě izraelského typu ELTA EL/M-2032. Další odlišností je instalace nového datalinku, nebo výmetnic klamných cílů. V případě potřeby může být instalován i motor odlišného typu. Pohonný systém tvoří proudový motor General Electric F404-102 s tahem 78 kN a digitálním řízením FADEC. Výzbroj tvoří rotační 20mm kanón a až 4500 kg výzbroje nesené na sedmi závěsných bodech. Tvoří ji například protizemní střely AGM-65 Maverick, klasické i naváděné pumy, kontejnerové pumy, nebo protiletadlové řízené střely AIM-9 Sidewinder.

## Služba

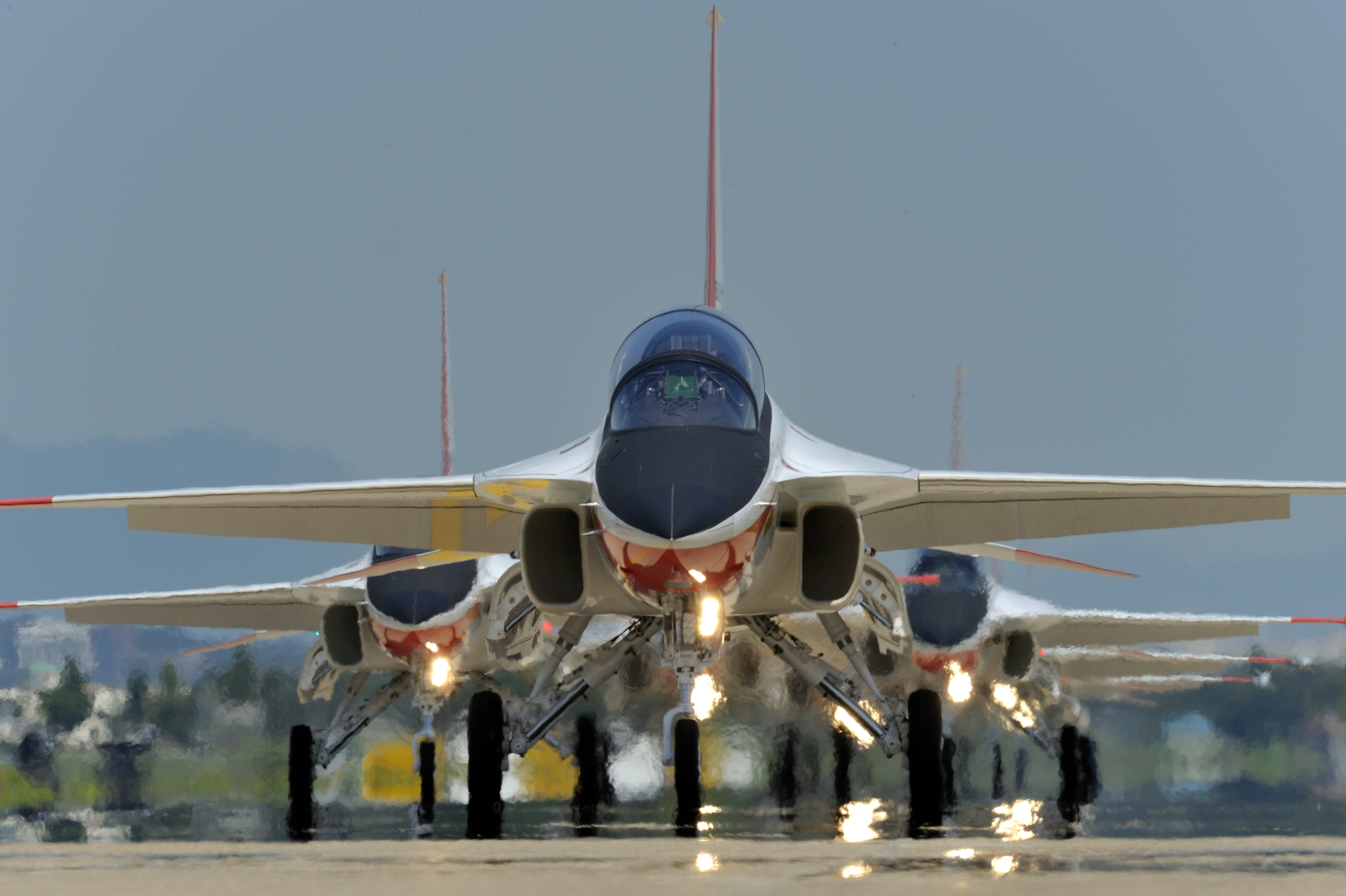
T-50

23. května 2017 spustila filipínská armáda útok ve městě Marawi v provincii Lanao del Sur s cílem zajmout vůdce skupiny Abu Sayyaf, která byla spřízněná s organizací Islámský stát. Výsledkem byla nejdelší městská bitva v moderních filipínských dějinách. Po dvou dnech pozemních bojů se do operace zapojilo i filipínské letectvo. Jeho úkolem bylo uskutečnit letecké údery na asi 30 zbývajících ozbrojenců z džihádistické skupiny Mauti, které se pozemním jednotkám nedařilo vytlačit z jejich pozic ve třech vesnicích v okolí města.
Do konce prvního týdne kampaně nasadilo filipínské letectvo oba své bojové letouny - FA-50 a OV-10 Bronco. Po krátkém příměří, během něhož byli evakuováni civilisté, se 3. června pozemní potyčky a letecké údery obnovily. K "slovu" se opět dostaly FA-50, které bombardovaly centrum města. O dva dny později se do blízké palebné podpory pozemních jednotek zapojily spolu s FA-50 i vrtulníky AW109E. Do oblasti nad městem Marawi se stíhačky vrátily znovu 9. června, když prováděly nálety na okolní vesnice pod kontrolou džihádistů z Mauti.
Po počátečních úspěších letadel FA-50 se však odehrál incident, při kterém tyto stroje takříkajíc pálily do vlastních řad. K případu došlo 12. července, kdy se stíhačky FA-50PH pokusily shodit čtyři neřízené pumy na obranné pozice asi 80 militantů ze skupiny Mauti a IS. Jedna z pum dopadla přibližně 200 metrů od vytyčeného cíle a zasáhla budovu, ve které se nacházely vládní jednotky. V důsledku tohoto incidentu byli zabiti dva vojáci a 11 dalších utrpělo zranění. Po provedení téměř 70 úspěšných misí tak musela být celá letka FA-50PH kvůli vyšetřování dočasně uzemněna.
Do bojů se letadla FA-50 znovu zapojila v polovině srpna a byla nasazována až do úplného ukončení celé operace. Ta oficiálně skončila 23. října 2017 po pěti měsících bojů, když filipínský tajemník národní obrany Delfin Lorenzana informoval o vítězství nad teroristy v Marawi.

## Varianty
- T-50 – pokročilý cvičný letoun.

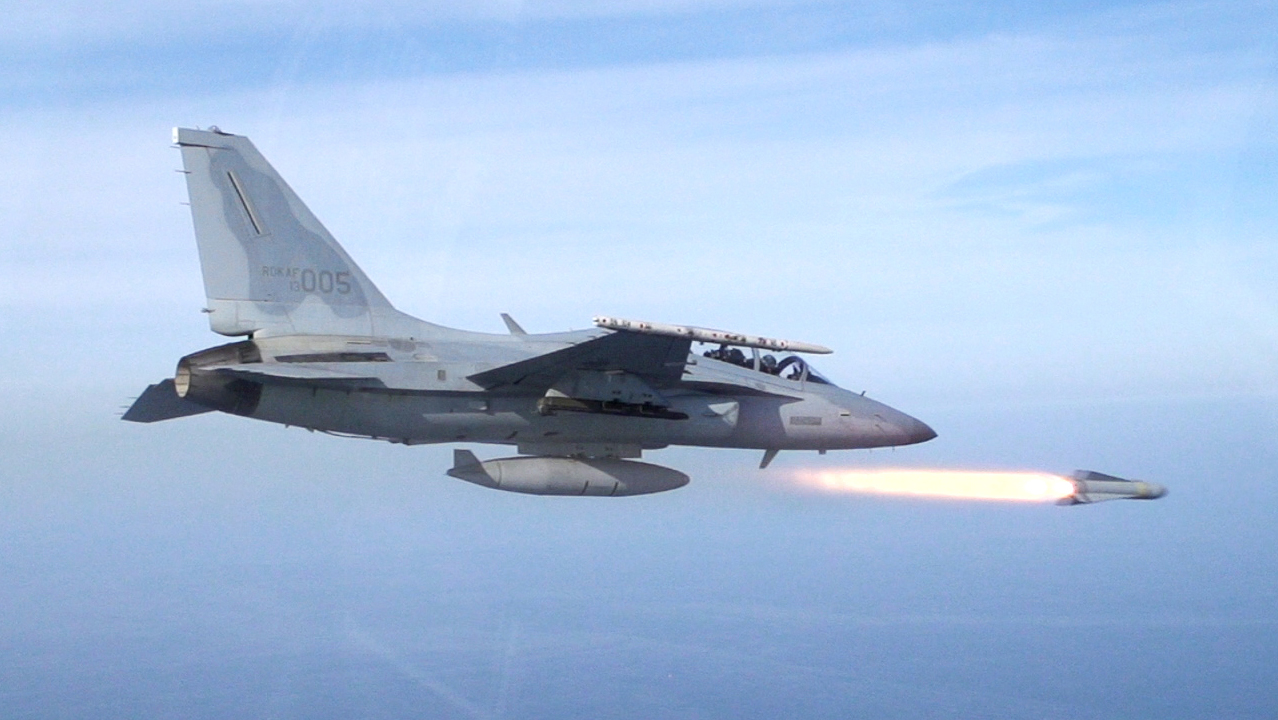
FA-50 při odpalu střely vzduch-země AGM-65 Maverick

  - T-50A – amerikanizovaná verze nabídnutá do programu T-X.
  - T-50B – akrobatická verze T-50 určená pro jihokorejskou skupinu Black Eagles.
  - T-50I – T-50 pro letectvo Indonésie.
  - T-50TH – T-50 pro letectvo Thajska.
- TA-50 – cvičně-bojový letoun kategorie LIFT.
  - T-50IQ – TA-50 pro letectvo Iráku.
- FA-50 – víceúčelový bojový letoun.
  - T-50PH – FA-50 pro letectvo Filipín.

## Uživatelé
Filipíny

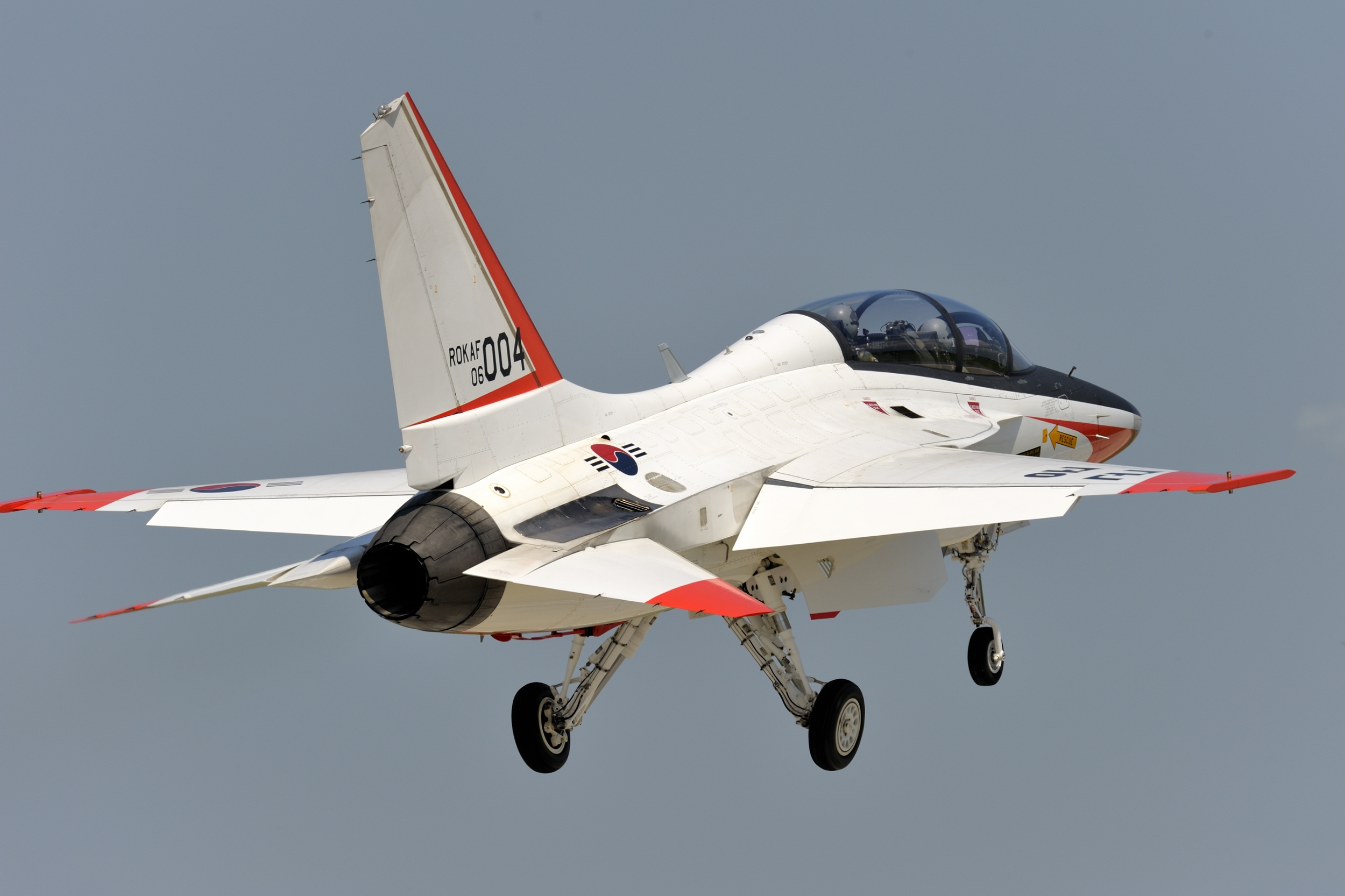
T-50 Golden Eagle

- Filipínské letectvo – objednalo 12 kusů T-50PH.

 Indonésie
- Indonéské letectvo – Odebralo celkem 16 kusů T-50I z první objednávky.[4] Roku 2021 objednáno dalších 6 letounů T-50I.

 Irák
- Irácké letectvo – objednalo celkem 24 kusů T-50IQ.

 Jižní Korea
- Letectvo Korejské republiky – v říjnu 2014 provozovalo celkem 49 T-50, 9 T-50B, 22 TA-50 a 20 FA-50.

 Kolumbie
- Kolumbijské letectvo – v dubnu 2022 vybrány v počtu 20 strojů jako náhrada za A-37B Dragonfly.[11]

 Malajsie
- Malajsijské královské letectvo - v únoru 2023 vybrala Malajsie nový typ bojového letounu. FA-50 vyhrálo nad konkurencí z Indie, nad strojem HAL Tejas. Dodávky začnou v roce 2026.[12]

 Polsko
- Polské letectvo – v červenci 2022 objednáno 48 letadel ve verzi FA-50.[13]

 Thajsko
- Thajské královské letectvo – Roku 2015 byl typ T-50 vybrán jako náhrada thajských letounů L-39ZA/ART Albatros. Cvičné letouny T-50TH mohou nést některé zbraňové systémy. Roku 2018 byly dodány první čtyři stroje. Do služby byly oficiálně přijaty 4. dubna 2018. Celkem jich má být do roku 2020 dodáno 12 kusů.[14]

## Potenciální uživatelé
Slovensko
- Slovenské letectvo - Slovensko po objednávce stíhaček F-16 poptává nové proudové cvičné letouny, které by nahradily staré L-39. Jedním z kandidátů je i český Aero L-39NG, soutěž má proběhnout v polovině roku 2022.[15]

## Specifikace (FA-50)

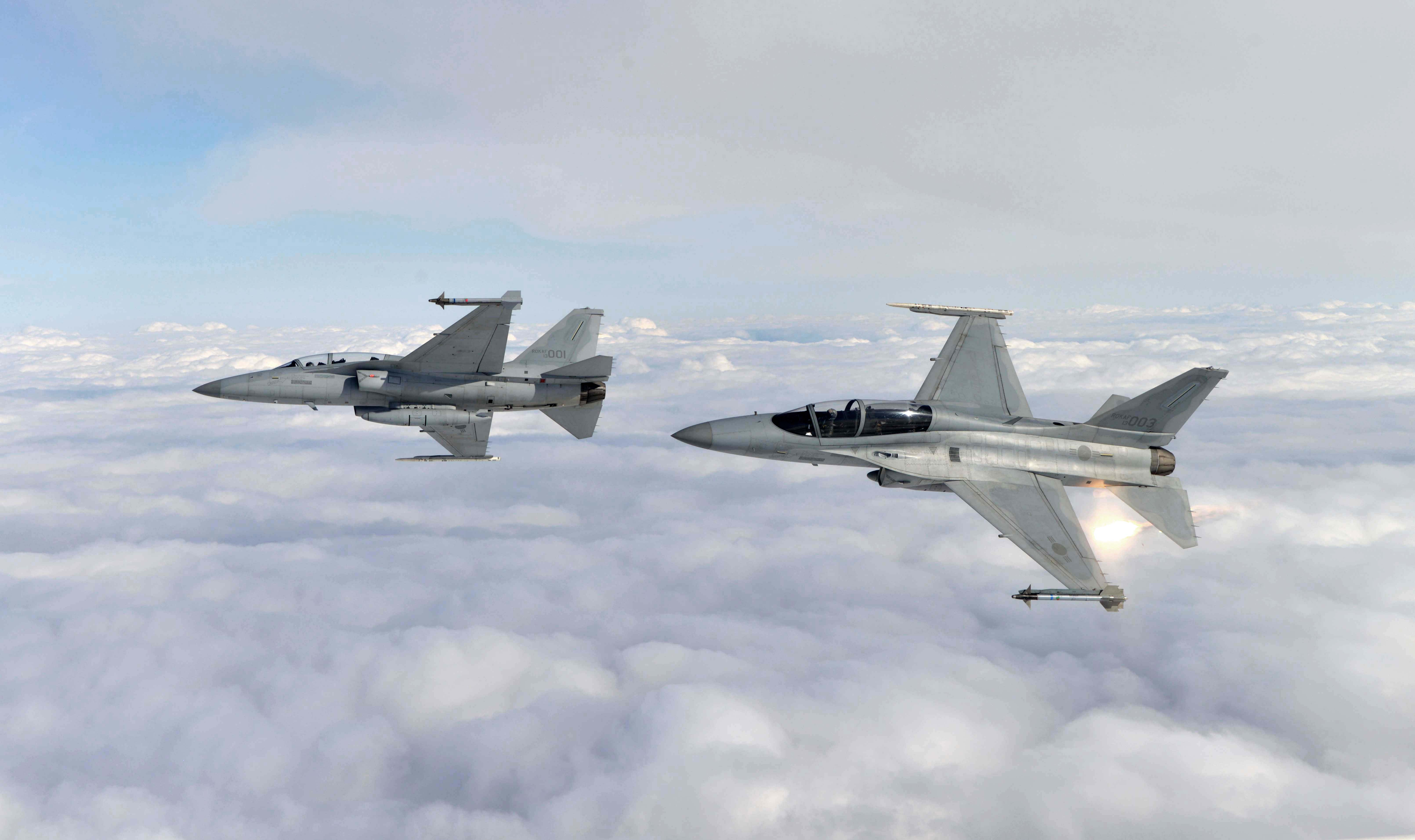
Formace jihokorejských FA-50 za letu

### Technické údaje
- Posádka: 1–2
- Délka: 13,13 m
- Rozpětí: 9,45 m
- Výška: 4,94 m
- Nosná plocha: m²
- Hmotnost prázdného stroje: 6470 kg
- Maximální vzletová hmotnost : 12 384 kg
- Pohonná jednotka: 1× proudový motor General Electric F404-102
- Výkon pohonné jednotky: 78 kN (s forsáží)

### Výkony
- Maximální rychlost: 1,5 M
- Dolet km
- Dostup: 16 700 m
- Počáteční stoupavost: m/s

### Výzbroj
- 1× 20mm kanón General Dynamics A-50
- 4500 kg různé podvěšené výzbroje na sedmi závěsných bodech (čtyři pod křídlem, jeden pod trupem, dva na koncích křídla)